# Столяров, Евгений Васильевич
 Столяров Евгений Васильевич  (22 февраля 1922 года — 22 марта 1985 года) — генеральный директор производственного объединения «Башнефть» (1972—1985). Герой Социалистического Труда. Заслуженный нефтяник Башкирской АССР (1972). Почетный нефтяник СССР (1979). Участник Великой Отечественной войны.

## Биография
Евгений Васильевич Столяров родился 22 февраля 1922 г. в г. Бугульме Республики Татарстан.
Отец Василий Андреевич — участник русско-японской войны 1904—1905 годов, служил на крейсере «Варяг» корабельным фельдшером. Вернулся с фронта после ранения с Георгиевским крестом. Мать Мария Дмитриевна — домохозяйка. Отец проработал фельдшером всю свою жизнь.
Его детские и школьные годы прошли в г. Туймазы. В 1939 году он с отличием окончил школу в Туймазах. С 1949 года, чтобы помочь семье, работает литературным сотрудником районной газеты «Путь Ленина».
В 1952 г. окончил Уфимский нефтяной институт. Получил специальность горного инженера по разработке нефтяных и газовых месторождений.
В 1940—1947 годах Евгений Васильевич служил в рядах Красной Армии, участвовал в Великой Отечественной войне.
Перед самой войной становится курсантом Ростовского артиллерийского училища, но уже в октябре 1941 года обороняет г. Ростов. Командир орудия старшина Столяров по май 1945 года сражался на фронтах: Северного Кавказа, в Белоруссии, Украине, Румынии, Польше, Венгрии, Чехословакии. За отвагу и личное мужество награждён орденами: дважды — Красной Звезды, Славы III степени и медалями «За отвагу». Дважды ранен, контужен.
В 1952—1956 гг. — старший инженер, начальник отдела, начальник разведки Культюбинской конторы бурения, заместитель начальника производственно-технического отдела треста, в 1956—1970 гг. — старший инженер, начальник Калтасинской конторы бурения треста «Башвостокнефтеразведка», нефтепромыслового управления «Уфанефть». В 1970—1972 гг. — заместитель начальника объединения «Башнефть», в 1972 г. — генеральный директор производственного объединения «Башнефть».
Е. В. Столяров принимал непосредственное участие в открытии и освоении нефтяных месторождений республики. При его участии в объединении велась большая работа по дальнейшему совершенствованию технологии, проводились промышленные эксперименты, направленные на увеличение нефтеотдачи пластов, более эффективное использование промыслового и бурового оборудования. Это позволило объединению «Башнефть» постоянно улучшать производственные показатели, систематически выполнять государственные планы и задания. Так, ежегодные планы по добыче нефти выполнялись на 100,6-101 процент, газа — на 109,6 — ПО процентов, бурению — на 108 процентов. Только за четыре года девятой пятилетки (1971—1975) объединением сверх плана было добыто более 900 тысяч тонн нефти и свыше 500 миллионов кубометров газа. Намного было перевыполнено задание десятой пятилетки (1976—1980).
За выдающиеся производственные успехи, достигнутые в досрочном выполнении заданий десятой пятилетки по добыче нефти и проявленную при этом трудовую доблесть, Указом Президиума Верховного Совета СССР от 6 февраля 1981 г. Е. В. Столярову присвоено звание Героя Социалистического Труда.
До 1985 г. работал генеральным директором производственного объединения «Башнефть».
Заслуженный нефтяник Башкирской АССР (1972). Почетный нефтяник СССР (1979).
Депутат Верховного Совета РСФСР девятого, десятого созывов (1975—1985), Верховного Совета Башкирской АССР восьмого созыва (1971—1975).
Столяров Евгений Васильевич умер 22 марта 1985 года в аэропорту «Домодедово», возвращаясь из командировки.

## Награды
- Герой Социалистического Труда (1981)
- Награждён орденами Ленина (1976, 1981), Трудового Красного Знамени (1959, 1971), «Знак Почёта» (1966), Красной Звезды (1944, 1945), Славы III степени (1944), медалями.

## Память
На здании ОАО «Башнефть» установлена мемориальная доска в честь Героя.
Его фамилией названы улицы в Уфе, Бирске, Туймазах, селе Краснохолмском и в г. Нефтекамск.